# Marc Amsler

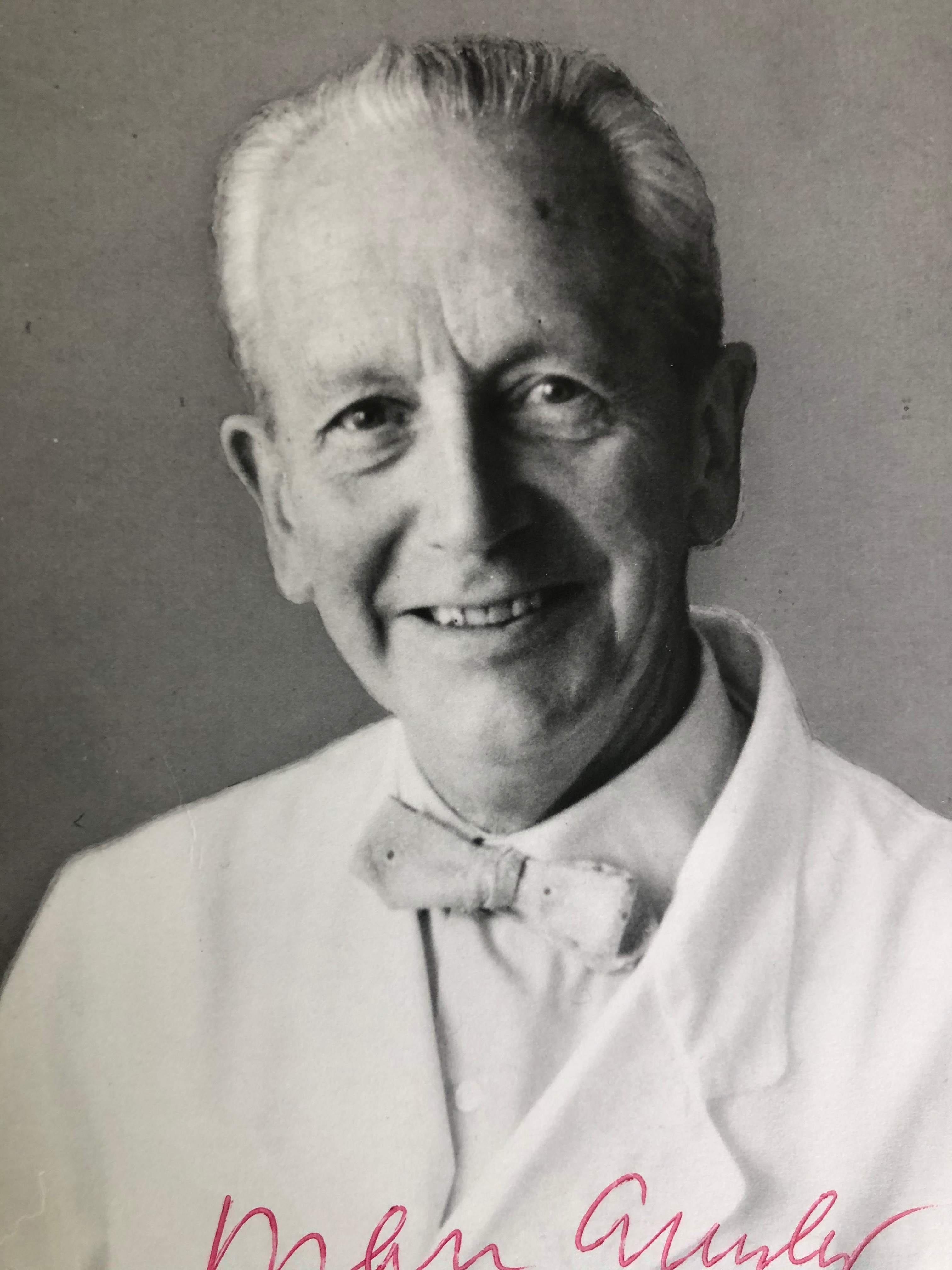

Marc Amsler (* 5. Februar 1891 in Vevey, Schweiz; † 3. Mai 1968 in Siders, Schweiz) war ein Schweizer Augenarzt und Direktor der Augenklinik der Universität Zürich.

## Leben
Er übernahm die Stelle als Direktor der Augenklinik der Universität Zürich 1944 von seinem Vorgänger Alfred Vogt. Vorher war er seit 1935 Chefarzt der Augenheilkunde in Lausanne, wo er diese Stelle von Jules Gonin übernommen hatte. Im Jahre 1943 war er – ebenfalls als Nachfolger von Alfred Vogt – zum Ordinarius für Augenheilkunde an die Universität Lausanne berufen worden.
Obwohl er am besten für seinen Amsler-Gitter-Sehtest mit Hilfe des Amsler-Netzes bekannt war, hat er auch Fortschritte in der Kenntnis der Uveitis erzielt. Der Amsler-Gitter-Sehtest war die Weiterentwicklung eines Sehtests von Edmund Landolt. Man prüft damit den Ort der höchsten Sehschärfe (Gelber Fleck bzw. Makula) der Retina, wobei Makuladegeneration erkennbar wird. Amsler hat auch über Keratokonus publiziert. 1951 führte Amsler die erste Hornhautverpflanzung an der Zürcher Augenklinik durch. Er war an dieser Stelle bis 1961 tätig, danach wurde sie von Rudolf Witmer (1919–1992) übernommen.

## Veröffentlichungen (Auswahl)
- Le keratocone fruste au Javal. In: Ophthalmologica. Basel, 96, 1938, S. 77–83.
- mit Florian Verrey: Heterochromie de Fuchs et fragilite vasculaire. In: Ophthalmologica. Basel, 111, 1946, S. 177.
- mit A. Brückner, Adolphe Franceschetti, Hans Goldmann und Enrico Bernardo Streiff (Hrsg.): Lehrbuch der Augenheilkunde. Karger, Basel 1948.
- Quantitative and qualitative vision. In: Transactions of the Ophthalmological Society of the United Kingdom. Band 69, (London) 1949, S. 397–410.
- mit Florian Verrey: Mydriase et myose directes et instantanées par les médiateurs chimiques. In: Annales d'oculistique. Band 182, Nr. 12, (Paris) Dezember 1949, S. 936.
- Earliest symptoms of diseases of the macula. In: The British Journal of Ophthalmology. Band 37, 1953, S. 521–537.
- mit Florian Verrey und Alfred Huber: L‘Humeur Aqueuse et ses Fonctions. Masson, Paris 1955.

## Namensgeber für
- Amsler-Gitter, s. o.
- Amsler-Zeichen:  Blutung aus dem Kammerwinkel bei geringstem Trauma bei Fuchs-Uveitis-Syndrom (Fuchs-Heterochromie-zyklitis)[6]